# Dio
För andra betydelser, se Dio (olika betydelser).
Dio var ett hårdrocksband som bildades i oktober 1982 av sångaren Ronnie James Dio och trummisen Vinny Appice efter att de hade lämnat gruppen Black Sabbath. Utöver Ronnie och Vinny bestod bandet av Vivian Campbell från Sweet Savage på gitarr och Jimmy Bain på bas. Bain hade tidigare spelat med Ronnie James Dio i gruppen Rainbow. Tanken var från början att det skulle vara ett eget band, men med tiden har det utvecklats till ett soloprojekt av Ronnie James Dio.
Gruppen Dio hade stora framgångar med de klassiska hårdrocksskivorna Holy Diver, The Last in Line och Sacred Heart. Holy Diver sålde platina i USA.

## Historia
I maj 1983 lanserade de sitt debutalbum Holy Diver, där Ronnie James Dio sjöng och keyboard sköttes av Dio och Jimmy Bain. När det blev dags för turné så anlitades keyboardisten Claude Schnell. På albumet Holy Diver finns förutom titelspåret en annan låt som än idag anses vara en av de bästa heavy metal-låtarna genom tiderna, "Rainbow in the Dark". 2006 gjorde MTV en lista över de 60 bästa heavy metal-låtarna genom tiderna och på första plats kom just "Rainbow in the Dark", före låtar som "The Number of the Beast" med Iron Maiden och "Iron Man" med Black Sabbath.
Den 2 juli 1984 lanserades The Last in Line, och det följdes 15 augusti 1985 upp med Sacred Heart. Flera låtar spelades in live under Sacred Heart-turnén, de släpptes tillsammans med studioinspelade "Time to Burn" på mini-LP:n Intermission.
1986 lämnade Vivian Campbell bandet för att spela med Whitesnake och ersattes av Craig Goldy. 21 juli 1987 släppte Dio sitt fjärde album, Dream Evil. Efter Dream Evil rekonstruerades bandet, bland annat anlitades den 16 år gamla gitarristen Rowan Robertson och svenske Jens Johansson (Yngwie Malmsteen's Rising Force). Det nya bandet släppte skivan Lock up the Wolves. 
Efter Lock up the Wolves upplöstes bandet och Ronnie James Dio återvände till Black Sabbath för albumet Dehumanizer som släpptes 1992.  Ronnie James Dio startade återigen upp Dio efter den korta sessionen i Black Sabbath och Tracy G blev bandets nya gitarrist, under den här eran släppte bandet albumen Strange Highways, Angry Machines och Dio's Inferno: The Last in Live.
Craig Goldy återvände 2000 till Dios åttonde studioalbum, Magica, men lämnade det innan deras nionde album, Killing the Dragon som släpptes 2002 på skivbolaget Spitfire Records. Goldy ersattes av Doug Aldrich som gitarrist på det albumet, men skulle dock återvände ytterligare en gång under sommaren 2003. Den 7 september 2004 släppte de sitt tionde studioalbum, Master of the Moon. På det här albumet spelar Jeff Pilson (tidigare i Dokken) bas. Pilson hade tidigare spelat i Dio under 1990-talet.
2005 släpptes Dios livealbum Evil or Divine, Live in NYC, som innehöll samma konsert som släppts på dvd 2003. Bandet har hävdat att de inte hade någon större talan inför denna lansering, då de redan lämnat det skivbolag som släppte albumet. Ytterligare ett livealbum, Holy Diver Live, släpptes under 2006.
Ronnie James Dio avled i magcancer den 16 maj 2010 kl. 7:45 am (CDT), vilket betydde att gruppen upplöstes, då Ronnie James Dio var grundaren och kärnan i bandet.

## Medlemmar
Senaste medlemmar

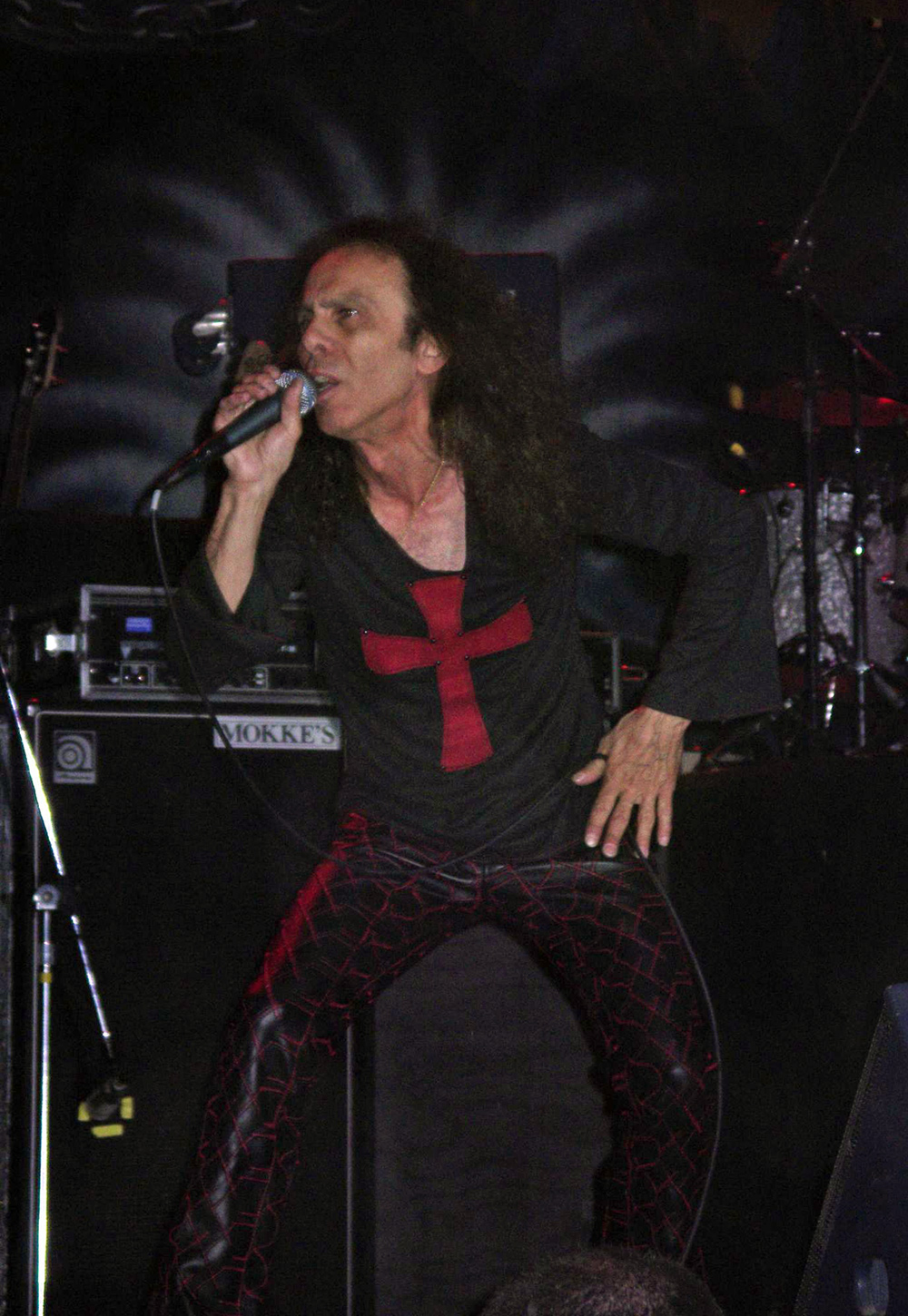
Ronnie James Dio 2005.

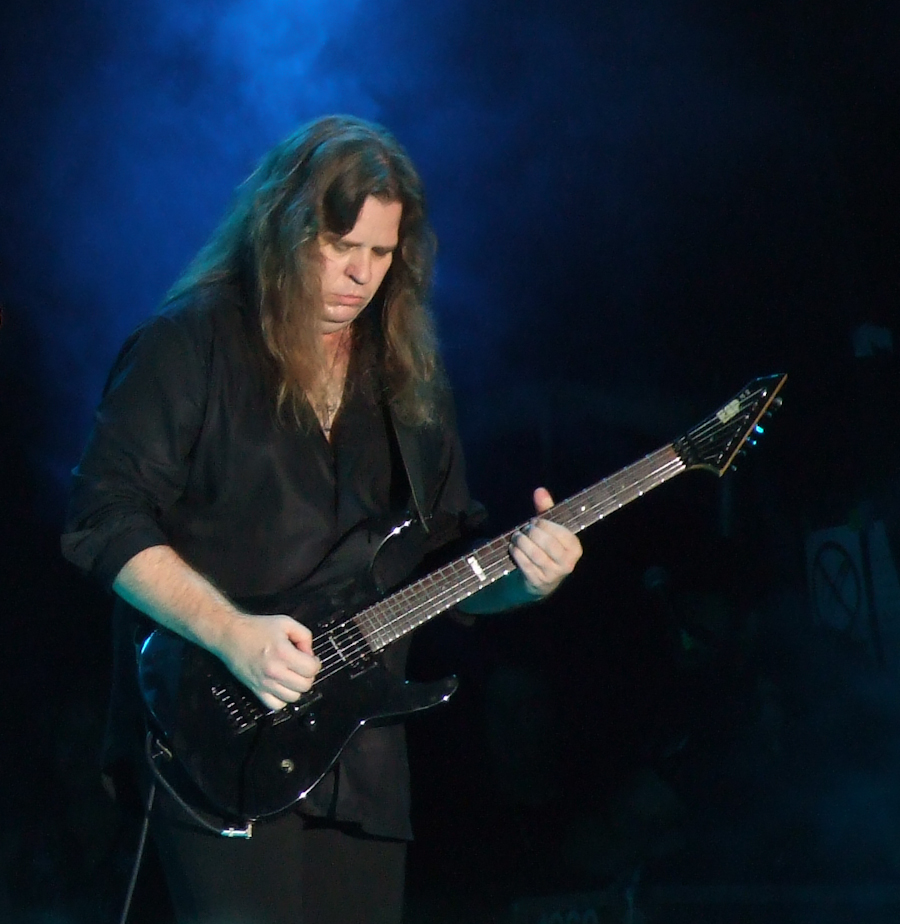
Craig Goldy

- Ronnie James Dio – sång, keyboard (1982–1991, 1993–2010; död 2010)
- Craig Goldy – gitarr (1986–1989, 1999–2001, 2004–2005, 2006–2010)
- Simon Wright – trummor (1989–1991, 1998–2010)
- Scott Warren – keyboard (1993–2010)
- Rudy Sarzo – basgitarr (2004–2010)

Tidigare medlemmar
- Vinny Appice – trummor (1982–1989, 1992–1998)
- Jimmy Bain – basgitarr (1982–1989, 1999—2004)
- Jake E. Lee – gitarr (1982)
- Vivian Campbell – gitarr (1982–1986)
- Claude Schnell – keyboard (1984–1989)
- Rowan Robertson – gitarr (1989–1991)
- Jens Johansson – keyboard (1989–1991)
- Teddy Cook – basgitarr (1989–1991)
- Tracy 'G' Grijalva – gitarr (1993–1999)
- Jeff Pilson – basgitarr (1993–1997, 2004–2005)
- Jerry Best – basgitarr (1995–1996)
- Doug Aldrich – gitarr (2002–2003)

Turnerande medlemmar
- Larry "Bones" Dennison – basgitarr (1997–1999)
- James Kottak – trummor (1997)
- Bob Daisley – basgitarr (1998)
- Chuck Garric – basgitarr (1999, 2000)
- Doug Aldrich – gitarr (2001–2004, 2005–2006)

## Diskografi

### Studioalbum
- 1983 – Holy Diver
- 1984 – The Last in Line
- 1985 – Sacred Heart
- 1987 – Dream Evil
- 1990 – Lock up the Wolves
- 1993 – Strange Highways
- 1996 – Angry Machines
- 2000 – Magica
- 2002 – Killing the Dragon
- 2004 – Master of the Moon

### Livealbum
- 1998 – Dio's Inferno: The Last in Live
- 2005 – Evil or Divine, Live in NYC
- 2006 – Holy Diver Live
- 2010 – Dio at Donington UK: Live 1983 & 1987
- 2013 – Finding the Sacred Heart - Live in Philly 1986
- 2014 – Live in London: Hammersmith Apollo 1993
- 2014 – Chasing Rainbows: Live at the Coliseum Washington 1984

### EP
- 1986 – The Dio E.P.

### Singlar
(topp 50 på Billboard Hot Mainstream Rock Tracks)
- 1983 – "Holy Diver" (#40)
- 1983 – "Rainbow in the Dark" (#14)
- 1984 – "Mystery" (#20)
- 1985 – "Rock 'n' Roll Children" (#26)
- 1985 – "Hungry for Heaven" (#30)
- 1987 – "I Could Have Been a Dreamer" (#33)

### Samlingsalbum
- 1992 – Diamonds - The Best of Dio
- 1997 – Anthology
- 1998 – Master Series Collection
- 2000 – The Very Beast Of
- 2001 – Anthology Volume Two
- 2003 – Stand Up and Shout: The Anthology
- 2003 – Collection
- 2004 – We Rock - Greatest Hits
- 2005 – Metal Hits
- 2007 – Magica & Killing the Dragon
- 2007 – Rock Legends
- 2010 – Tournado (DVD/CD)
- 2011 – Mightier Than the Sword: The Ronnie James Dio Story
- 2012 – The Singles Collection (14xCD/2xDVD)
- 2012 – The Very Beast of Dio Vol. 2
- 2013 – Snapshot

### Video
- 1984 – Live '83 (NTSC VHS)
- 1984 – Special from the Spectrum (VHS)
- 1985 – Super Rock '85 in Japan (VHS)
- 1986 – Sacred Heart "The Video" (VHS)
- 1990 – Time Machine (VHS)
- 2003 – Evil or Divine (DVD)
- 2005 – We Rock (DVD)
- 2006 – Holy Diver Live (DVD)